# MTVムービー・アワード 演技賞
MTVムービー&TVアワードにおける演技賞（MTV Movie Award for Best Performance）は、1992年（第1回）より設置されている。
賞は男優、女優それぞれに贈られるが、2006年度と2007年度のみ男女の区別が無くされた。

## 受賞と候補一覧

### 1990年代

#### 1992年
- 男性演技賞: アーノルド・シュワルツェネッガー - 『ターミネーター2』
  - ケビン・コスナー - 『ロビン・フッド』
  - ロバート・デ・ニーロ - 『ケープ・フィアー』
  - ヴァル・キルマー - 『ドアーズ』

- 女性演技賞: リンダ・ハミルトン - 『ターミネーター2』
  - ジーナ・デイヴィス - 『テルマ&ルイーズ』
  - レベッカ・デモーネイ - 『ゆりかごを揺らす手』
  - メアリー・エリザベス・マストラントニオ - 『ロビン・フッド』
  - ジュリア・ロバーツ - 『愛の選択』

#### 1993年
- 男性演技賞: デンゼル・ワシントン - 『マルコムX』
  - ケビン・コスナー - 『ボディガード』
  - トム・クルーズ - 『ア・フュー・グッドメン』
  - マイケル・ダグラス - 『氷の微笑』
  - ジャック・ニコルソン - 『ア・フュー・グッドメン』

- 女性演技賞: シャロン・ストーン - 『氷の微笑』
  - ジーナ・デイヴィス - 『プリティ・リーグ』
  - ウーピー・ゴールドバーグ - 『天使にラブ・ソングを…』
  - ホイットニー・ヒューストン - 『ボディガード』
  - デミ・ムーア - 『ア・フュー・グッドメン』

#### 1994年
- 男性演技賞: トム・ハンクス - 『フィラデルフィア』
  - トム・クルーズ - 『ザ・ファーム 法律事務所』
  - ハリソン・フォード - 『逃亡者』
  - ヴァル・キルマー - 『トゥームストーン』
  - ロビン・ウィリアムズ - 『ミセス・ダウト』

- 女性演技賞: ジャネット・ジャクソン - 『ポエティック・ジャスティス/愛するということ』
  - アンジェラ・バセット - 『TINA ティナ』
  - デミ・ムーア - 『幸福の条件』
  - ジュリア・ロバーツ - 『ペリカン文書』
  - メグ・ライアン - 『めぐり逢えたら』

#### 1995年
- 男性演技賞: ブラッド・ピット - 『インタビュー・ウィズ・ヴァンパイア』
  - トム・ハンクス - 『フォレスト・ガンプ/一期一会』
  - ブランドン・リー - 『クロウ/飛翔伝説』
  - キアヌ・リーブス - 『スピード』
  - ジョン・トラボルタ - 『パルプ・フィクション』

- 女性演技賞: サンドラ・ブロック - 『スピード』
  - ジェイミー・リー・カーティス - 『トゥルーライズ』
  - ジョディ・フォスター - 『ネル』
  - メグ・ライアン - 『男が女を愛する時』
  - ユマ・サーマン - 『パルプ・フィクション』

#### 1996年
- 男性演技賞: ジム・キャリー - 『ジム・キャリーのエースにおまかせ』
  - メル・ギブソン - 『ブレイブハート』
  - トム・ハンクス - 『アポロ13』
  - ブラッド・ピット - 『12モンキーズ』
  - デンゼル・ワシントン - 『クリムゾン・タイド』

- 女性演技賞: アリシア・シルヴァーストーン - 『クルーレス』
  - サンドラ・ブロック - 『あなたが寝てる間に…』
  - ミシェル・ファイファー - 『デンジャラス・マインド/卒業の日まで』
  - スーザン・サランドン - 『デッドマン・ウォーキング』
  - シャロン・ストーン - 『カジノ』

#### 1997年
- 男性演技賞: トム・クルーズ - 『ザ・エージェント』
  - レオナルド・ディカプリオ - 『ロミオ+ジュリエット』
  - エディ・マーフィ - 『ナッティ・プロフェッサー クランプ教授の場合』
  - ウィル・スミス - 『インデペンデンス・デイ』
  - ジョン・トラボルタ - 『フェノミナン』

- 女性演技賞: クレア・デインズ - 『ロミオ+ジュリエット』
  - サンドラ・ブロック - 『評決のとき』
  - ネーヴ・キャンベル - 『スクリーム』
  - ヘレン・ハント - 『ツイスター』
  - マドンナ - 『エビータ』

#### 1998年
- 男性演技賞: レオナルド・ディカプリオ - 『タイタニック』
  - ニコラス・ケイジ - 『フェイス/オフ』
  - マット・デイモン - 『グッド・ウィル・ハンティング/旅立ち』
  - サミュエル・L・ジャクソン - 『ジャッキー・ブラウン』
  - ジョン・トラボルタ - 『フェイス/オフ』

- 女性演技賞: ネーヴ・キャンベル - 『スクリーム2』
  - ヴィヴィカ・A・フォックス - 『ソウル・フード』
  - ヘレン・ハント - 『恋愛小説家』
  - ジュリア・ロバーツ - 『ベスト・フレンズ・ウェディング』
  - ケイト・ウィンスレット - 『タイタニック』

#### 1999年
- 男性演技賞: ジム・キャリー - 『トゥルーマン・ショー』
  - ベン・アフレック - 『アルマゲドン』
  - トム・ハンクス - 『プライベート・ライアン』
  - アダム・サンドラー - 『ウォーターボーイ』
  - ウィル・スミス - 『エネミー・オブ・アメリカ』

- 女性演技賞: キャメロン・ディアス - 『メリーに首ったけ』
  - ジェニファー・ラブ・ヒューイット - 『待ちきれなくて…』
  - ジェニファー・ロペス - 『アウト・オブ・サイト』
  - グウィネス・パルトロー - 『恋におちたシェイクスピア』
  - リヴ・タイラー - 『アルマゲドン』

### 2000年代

#### 2000年
- 男性演技賞: キアヌ・リーブス - 『マトリックス』
  - ジム・キャリー - 『マン・オン・ザ・ムーン』
  - ライアン・フィリップ - 『クルーエル・インテンションズ』
  - アダム・サンドラー - 『ビッグ・ダディ』
  - ブルース・ウィリス - 『シックス・センス』

- 女性演技賞: サラ・ミシェル・ゲラー - 『クルーエル・インテンションズ』
  - ドリュー・バリモア - 『25年目のキス』
  - ネーヴ・キャンベル - 『スクリーム3』
  - アシュレイ・ジャッド - 『ダブル・ジョパディー』
  - ジュリア・ロバーツ - 『プリティ・ブライド』

#### 2001年
- 男性演技賞: トム・クルーズ - 『M:I-2』
  - ラッセル・クロウ - 『グラディエーター』
  - オマー・エップス - 『ワン・オン・ワン ファイナル・ゲーム』
  - メル・ギブソン - 『パトリオット』
  - トム・ハンクス - 『キャスト・アウェイ』

- 女性演技賞: ジュリア・ロバーツ - 『エリン・ブロコビッチ』
  - アリーヤ - 『ロミオ・マスト・ダイ』
  - ケイト・ハドソン - 『あの頃ペニー・レインと』
  - ジェニファー・ロペス - 『ザ・セル』
  - ジュリア・スタイルズ - 『セイブ・ザ・ラストダンス』

#### 2002年
- 男性演技賞: ウィル・スミス - 『ALI アリ』
  - ラッセル・クロウ - 『ビューティフル・マインド』
  - ジョシュ・ハートネット - 『パール・ハーバー』
  - ヴィン・ディーゼル - 『ワイルドスピード』
  - イライジャ・ウッド - 『ロード・オブ・ザ・リング』

- 女性演技賞: ニコール・キッドマン - 『ムーラン・ルージュ』
  - ケイト・ベッキンセイル - 『パール・ハーバー』
  - ハル・ベリー - 『チョコレート』
  - アンジェリーナ・ジョリー - 『トゥームレイダー』
  - リース・ウィザースプーン - 『キューティ・ブロンド』

#### 2003年
- 男性演技賞: エミネム - 『8 Mile』
  - ヴィン・ディーゼル - 『トリプルX』
  - レオナルド・ディカプリオ - 『キャッチ・ミー・イフ・ユー・キャン』
  - トビー・マグワイア - 『スパイダーマン』
  - ヴィゴ・モーテンセン - 『ロード・オブ・ザ・リング/二つの塔』

- 女性演技賞: キルスティン・ダンスト - 『スパイダーマン』
  - ハル・ベリー - 『007 ダイ・アナザー・デイ』
  - ケイト・ハドソン - 『10日間で男を上手にフル方法』
  - クィーン・ラティファ - 『シカゴ』
  - リース・ウィザースプーン - 『メラニーは行く!』

#### 2004年
- 男性演技賞: ジョニー・デップ - 『パイレーツ・オブ・カリビアン/呪われた海賊たち』
  - ジム・カヴィーゼル - 『パッション』
  - トム・クルーズ - 『ラスト サムライ』
  - ビル・マーレイ - 『ロスト・イン・トランスレーション』
  - アダム・サンドラー - 『50回目のファースト・キス』

- 女性演技賞: ユマ・サーマン - 『キル・ビル Vol.1』
  - ドリュー・バリモア - 『50回目のファースト・キス』
  - ハル・ベリー - 『ゴシカ』
  - クィーン・ラティファ - 『女神が家にやってきた』
  - シャーリーズ・セロン - 『モンスター』

#### 2005年
- 男性演技賞: レオナルド・ディカプリオ - 『アビエイター』
  - マット・デイモン - 『ボーン・スプレマシー』
  - ジェイミー・フォックス - 『Ray/レイ』
  - ブラッド・ピット - 『トロイ』
  - ウィル・スミス - 『最後の恋のはじめ方』

- 女性演技賞: リンジー・ローハン - 『ミーン・ガールズ』
  - レイチェル・マクアダムス - 『きみに読む物語』
  - ナタリー・ポートマン - 『終わりで始まりの4日間』
  - ヒラリー・スワンク - 『ミリオンダラー・ベイビー』
  - ユマ・サーマン - 『キル・ビル Vol.2』

#### 2006年
- ジェイク・ジレンホール - 『ブロークバック・マウンテン』
  - スティーヴ・カレル - 『40歳の童貞男』
  - テレンス・ハワード - 『ハッスル&フロウ』
  - レイチェル・マクアダムス - 『パニック・フライト』
  - ホアキン・フェニックス - 『ウォーク・ザ・ライン/君につづく道』
  - リース・ウィザースプーン - 『ウォーク・ザ・ライン/君につづく道』

#### 2007年
- ジョニー・デップ - 『パイレーツ・オブ・カリビアン/デッドマンズ・チェスト』
  - ジェラルド・バトラー - 『300 〈スリーハンドレッド〉』
  - ジェニファー・ハドソン - 『ドリームガールズ』
  - キーラ・ナイトレイ - 『パイレーツ・オブ・カリビアン/デッドマンズ・チェスト』
  - ビヨンセ - 『ドリームガールズ』
  - ウィル・スミス - 『幸せのちから』

#### 2008年
- 男性演技賞: ウィル・スミス - 『アイ・アム・レジェンド』
  - マイケル・セラ - 『JUNO/ジュノ』
  - マット・デイモン - 『ボーン・アルティメイタム』
  - シャイア・ラブーフ - 『トランスフォーマー』
  - デンゼル・ワシントン - 『アメリカン・ギャングスター』

- 女性演技賞: エリオット・ペイジ - 『JUNO/ジュノ』
  - エイミー・アダムス - 『魔法にかけられて』
  - ジェシカ・ビール - 『チャックとラリー おかしな偽装結婚!?』
  - キャサリン・ハイグル - 『無ケーカクの命中男/ノックトアップ』
  - キーラ・ナイトレイ - 『パイレーツ・オブ・カリビアン/ワールド・エンド』

#### 2009年
- 男性演技賞: ザック・エフロン - 『ハイスクール・ミュージカル/ザ・ムービー』
  - クリスチャン・ベール - 『ダークナイト』
  - ヴィン・ディーゼル - 『ワイルド・スピード MAX』
  - ロバート・ダウニー・Jr - 『アイアンマン』
  - シャイア・ラブーフ - 『イーグル・アイ』

- 女性演技賞: クリステン・スチュワート - 『トワイライト〜初恋〜』
  - アン・ハサウェイ - 『ブライダル・ウォーズ』
  - タラジ・P・ヘンソン - 『ベンジャミン・バトン 数奇な人生』
  - アンジェリーナ・ジョリー - 『ウォンテッド』
  - ケイト・ウィンスレット - 『愛を読むひと』

### 2010年代

#### 2010年
- 男性演技賞: ロバート・パティンソン - 『ニュームーン/トワイライト・サーガ』
  - ザック・エフロン - 『セブンティーン・アゲイン』
  - テイラー・ロートナー - 『ニュームーン/トワイライト・サーガ』
  - ダニエル・ラドクリフ - 『ハリー・ポッターと謎のプリンス』
  - チャニング・テイタム - Dear John

- 女性演技賞: クリステン・スチュワート - 『ニュームーン/トワイライト・サーガ』
  - サンドラ・ブロック - 『しあわせの隠れ場所』
  - ゾーイ・サルダナ - 『アバター』
  - アマンダ・サイフリッド - Dear John
  - エマ・ワトソン - 『ハリー・ポッターと謎のプリンス』

#### 2011年
- 男性演技賞: ロバート・パティンソン - 『エクリプス/トワイライト・サーガ』
  - ザック・エフロン - 『きみがくれた未来』
  - ジェシー・アイゼンバーグ - 『ソーシャル・ネットワーク』
  - テイラー・ロートナー - 『エクリプス/トワイライト・サーガ』
  - ダニエル・ラドクリフ - 『ハリー・ポッターと死の秘宝 PART1』

- 女性演技賞: クリステン・スチュワート - 『エクリプス/トワイライト・サーガ』
  - ジェニファー・アニストン - 『ウソツキは結婚のはじまり』
  - ナタリー・ポートマン - 『ブラック・スワン』
  - エマ・ストーン - 『小悪魔はなぜモテる?!』
  - エマ・ワトソン - 『ハリー・ポッターと死の秘宝 PART1』

#### 2012年
- 男性演技賞: ジョシュ・ハッチャーソン - 『ハンガー・ゲーム』
  - ジョセフ・ゴードン＝レヴィット - 『50/50 フィフティ・フィフティ』
  - ライアン・ゴズリング - 『ドライヴ』
  - ダニエル・ラドクリフ - 『ハリー・ポッターと死の秘宝 PART2』
  - チャニング・テイタム - 『君への誓い』

- 女性演技賞: ジェニファー・ローレンス - 『ハンガー・ゲーム』
  - ルーニー・マーラ - 『ドラゴン・タトゥーの女』
  - エマ・ストーン - 『ラブ・アゲイン』
  - エマ・ワトソン - 『ハリー・ポッターと死の秘宝 PART2』
  - クリステン・ウィグ - 『ブライズメイズ 史上最悪のウェディングプラン』

#### 2013年
- 男性演技賞: ブラッドリー・クーパー - 『世界にひとつのプレイブック』
  - ベン・アフレック -  『アルゴ』
  - チャニング・テイタム - 『マジック・マイク』
  - ダニエル・デイ＝ルイス - 『リンカーン』
  - ジェイミー・フォックス - 『ジャンゴ 繋がれざる者』

- 女性演技賞: ジェニファー・ローレンス - 『世界にひとつのプレイブック』
  - アン・ハサウェイ - 『レ・ミゼラブル』
  - エマ・ワトソン - 『ウォールフラワー』
  - ミラ・クニス - 『テッド』
  - レベル・ウィルソン - Pitch Perfect